# SŽD-Baureihe ВЛ85
Die SŽD-Baureihe ВЛ85 (deutsche Transkription WL 85) der Sowjetischen Eisenbahnen (SŽD) ist eine zwölfachsige Güterzug - Elektrolokomotive. Sie wurde aus der ВЛ80c entwickelt und gilt als eine der leistungsstärksten Lokomotiven der Welt. Sie wurde von 1983 bis 1994 ausgeliefert. Im Betriebsdienst besitzen die Lokomotiven den Spitznamen Byk (entsprechend „Bulle“, „Stier“), auf Grund ihres charakteristischen Aussehens und ihrer Größe.

## Geschichte
Die erste Elektrolokomotive der Serie wurde von der Elektrolokomotivenfabrik Nowotscherkassk im Mai 1983 gebaut. Zum Ende des Jahres wurde auch die zweite Lokomotive fertiggestellt. Die Versuchslokomotiven wurden zuerst auf dem Versuchsring des Herstellerwerkes getestet, später fand der Test auf dem Versuchsring des Allrussischen Forschungsinstitutes für Schienenverkehr statt. Die Betriebserprobungen wurden auf verschiedenen Strecken der Sewero-Kawkasskaja schelesnaja doroga durchgeführt. Die Resultate dieser Prüfung bescheinigten der Lokomotive eine sehr gute Qualität.
1986 begann die Fertigung einer Vorserie der Lokomotive in der Elektrolokomotivenfabrik Nowotscherkassk, und im gleichen Jahr begann die Serienproduktion der Lokomotiven. Diese wurde bis zum Jahr 1994 fortgeführt, es wurden insgesamt 270 Lokomotiven produziert.
Die letzten beiden Lokomotiven wurden 1994 dem Lokdepot Nischneudinsk zugestellt. Alle Lokomotiven der Serie sind gegenwärtig der Wostotschno-Sibirskaja schelesnaja doroga zugeteilt und versehen dort auf den Strecken um Nischneudinsk die Beförderung schwerster Güterzüge.

## Konstruktion der Elektrolokomotive
Der konstruktive Aufbau anhand der Skizze, dabei bedeuten:
- 1: der Block der Niederspannungsapparate (Umformer, Block der automatischen Verwaltung u. a.)
- 2: der Motorkompressor
- 3: Block der Apparate der Hilfsmaschinen
- 4: Stromabnehmer
- 5: Hauptschalter
- 6: Hauptluftbehälter
- 7: geneigte Abzüge zur Kraftverteilung bei den Drehgestellen
- 8: Traktionsfahrmotoren
- ббр: Ballastgewichte
- мВ: Motorventillator
- Вип: Gleichrichter und Umformer
- бса: Block der Antriebsapparate

Die Elektrolokomotive der Reihe ВЛ85 (WL85) ist aus zwei separaten, sechsachsigen Sektionen zusammengestellt. Der Kasten jeder Sektion stützt sich auf drei zweiachsige Drehgestellen. Die Zug- und Bremskräfte sämtlicher Drehgestelle wurden mittels geneigter Abzüge übertragen. Bei den äußeren Drehgestellen sind diese mit der Kupplung verbunden, was einen gewissen Ausgleich gegenüber Achsentlastungen bringt, bei dem mittleren Drehgestell fehlt dieser Ausgleich, so dass bei der Lokomotive besondere Maßnahmen gegen Zugkrafteinschränkungen infolge von Achsentlastungen nötig sind. Dazu kommt noch, dass der Punkt der Übertragung der Kraft-Verstärkung sich unterhalb der Achsen befindet, dadurch ist das Moment von ihnen nicht zusammenlegt mit dem Drehmoment bei den Rädern, was eine zusätzliche Achsentlastung beim Anfahren verursacht. Das mittlere Drehgestell ist so gestaltet, dass es eine erhöhte seitliche Verschiebung bei Kurvenfahrt ermöglicht. Der kleinste befahrene Kurvenradius (Halbmesser) ist somit vergleichbar mit den vierachsigen Sektionen der Vorgängerlokomotiven.
Die gesamte Lokomotive besitzt lediglich zwei Stromabnehmer, die jeweils über den Führerständen platziert sind. Auf jeder Sektion ist jeweils ein Transformator mit der Bezeichnung ОНДЦЭ-10000/25 (ONDZE 10000/25) mit einer nominellen Leistung von 7100 kVA eingerichtet. Er besitzt zwei Wicklungen für die Hochspannung, drei Kraftwicklungen mit je zwei Abgängen, Wicklungen für den Eigenbedarf ebenfalls mit zwei Abgängen, Wicklungen für die Anregung der Traktionsfahrmotoren im Regime der Widerstandsbremse. Auf jeder Sektion sind drei Gleichrichtereinheiten ВИП-4000 (WIP-4000). Eine Gleichrichtereinheit speist jeweils eine in Reihe angeordnete Gruppe von zwei mit Gleichstrom betriebenen Fahrmotoren in einem Drehgestell. Weiter erlaubt die Gleichrichtereinheit eine leichte Regulierung gegen Spannungsschwankungen im Fahrdraht durch Öffnen von Thyristoren und im Umkehrschluss eine Umwandlung des Bremsstromes in Wechselstrom zur Rückspeisung in die Fahrleitung.
Für die Versuchselektrolokomotiven wurden Traktionsfahrmotoren der Type НБ-418К6 (NB-418K6) verwendet, wie sie bei der SŽD-Baureihe ВЛ80 verwendet wurden. Dazu wurden unifizierte Räder, wie sie bei der SŽD-Baureihe ВЛ10 angewandt wurden, verwendet. Ursprünglich waren andere Motor-Rad-Blöcke vorgesehen, die aber bei der Fertigung der Lokomotive noch nicht vorhanden waren. Für die Serienlokomotiven waren die Traktionsfahrmotoren НБ-514 (NB-514) dann vorhanden. Bei diesen Motoren wurde der aerodynamische Widerstand der Kühlkanäle stark gesenkt, wodurch es möglich wurde, die Zahl der Motorventilatoren für die Kühlluft zu halbieren. Für die Kühlung der elektrischen Geräte wurde bei der ВЛ85 folgendes Schema angewandt- zuerst kühlte ein Ventilator einen Gleichrichter und danach den Glättungsreaktor und darauf die Traktionsfahrmotoren. Für die Kühlung des Transformators war ein besonderer Ventilator errichtet.
Zum ersten Mal wurde bei der Elektrolokomotive ein Block der automatischen Verwaltung БАУ-2 (BAU-2) verwendet, dieser erlaubte eine automatische Stützung des Stromes der Fahrmotoren, und damit eine automatische Regulierung der Geschwindigkeit bei Fahrt- und Bremsbewegungen. Geänderte wurde auch der Führerstand; war es bisher üblich, die Pulte für den Lokführer und den Hilfsmaschinisten zu trennen, so wurde bei der ВЛ85 lediglich ein Pult verwendet, dass im vorderen Teil der Kabine angeordnet war.

## Betrieb
Das Einsatzprofil der E-Loks erstreckt sich um die Gegend von Nischneudinsk bis zu der Station Borsja auf der Wostotschno-Sibirskaja schelesnaja doroga. Die Reibung der Lokomotiven war auf Grund der beschriebenen Achsentlastungen manchmal schlechter als bei der Reihe ВЛ80P, und das, obwohl die Leistung wesentlich gesteigert werden konnte.
Einige wenige Exemplare der Lokomotiven mussten 2006 nach Unfällen bzw. Bränden ausgemustert werden.

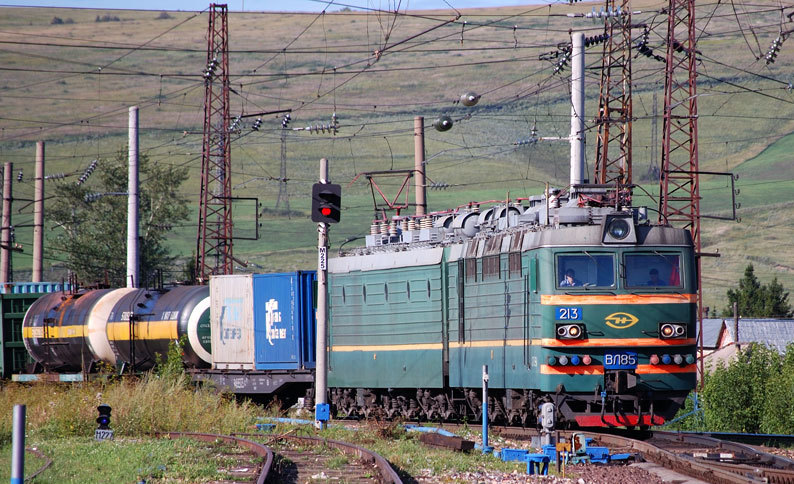
ВЛ85-213 in der Station Abakan
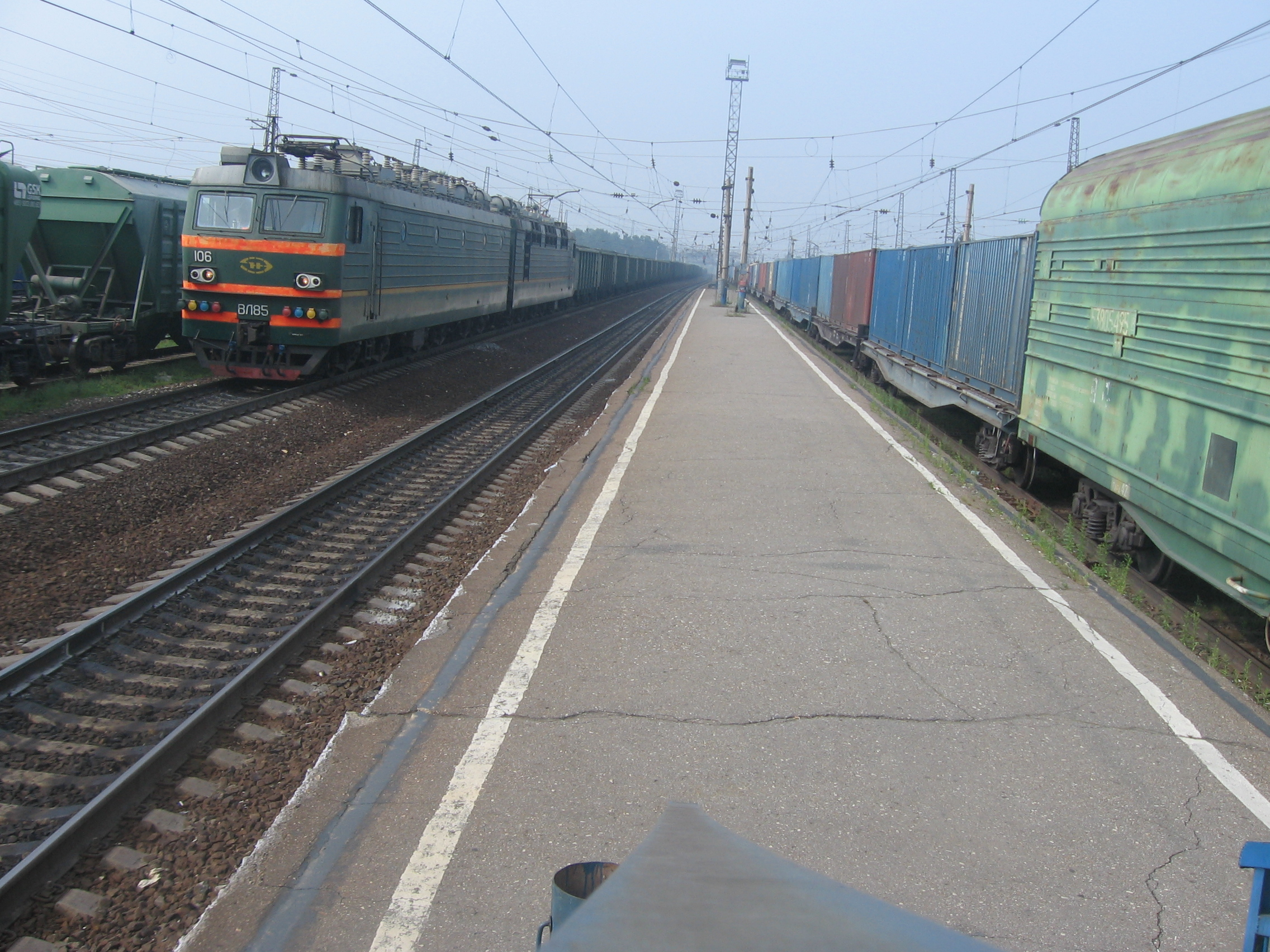
ВЛ85-106 in der Station Gontscharowo in Schelechow
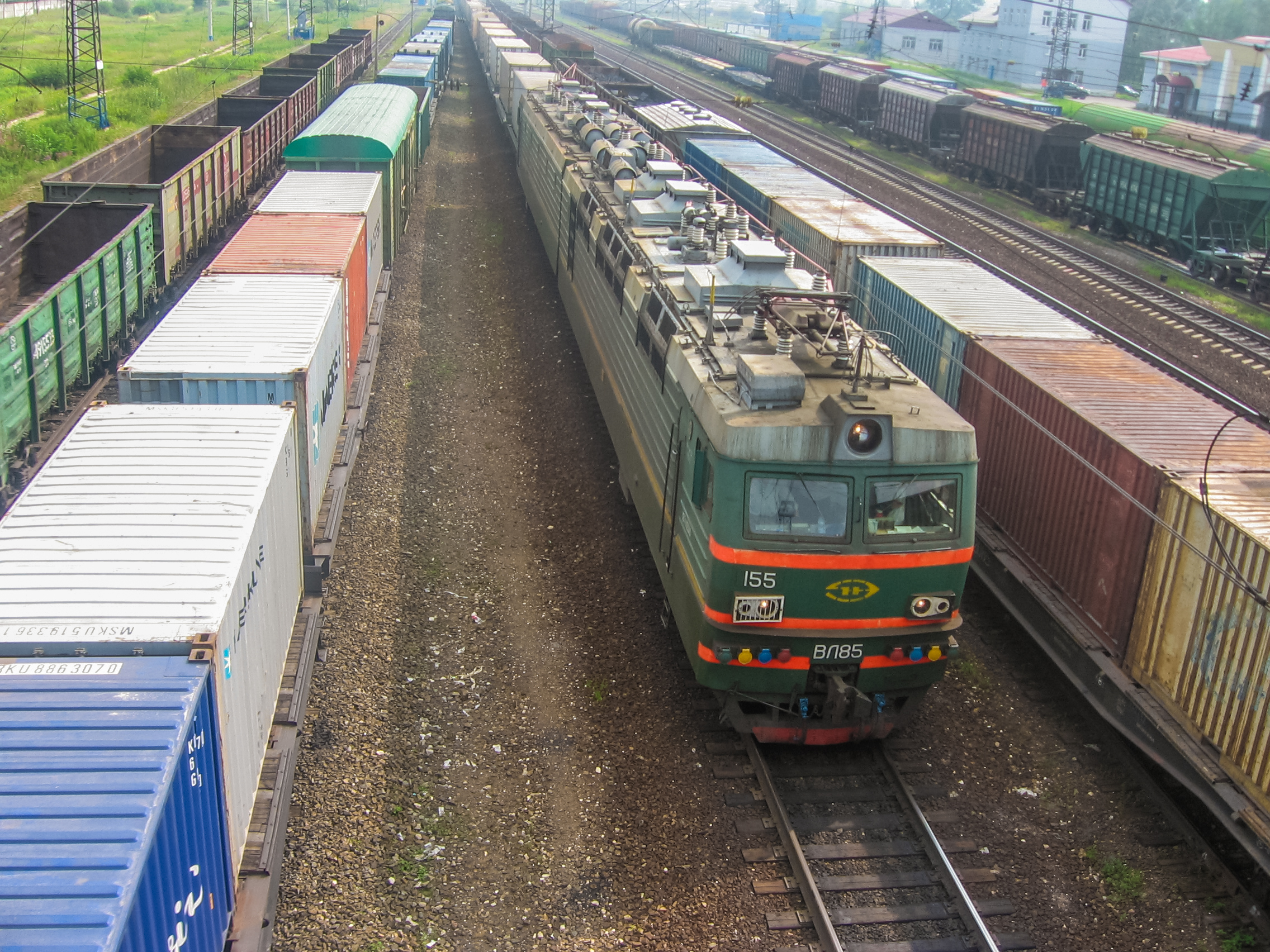
ВЛ85-155 in der Station Gontscharowo
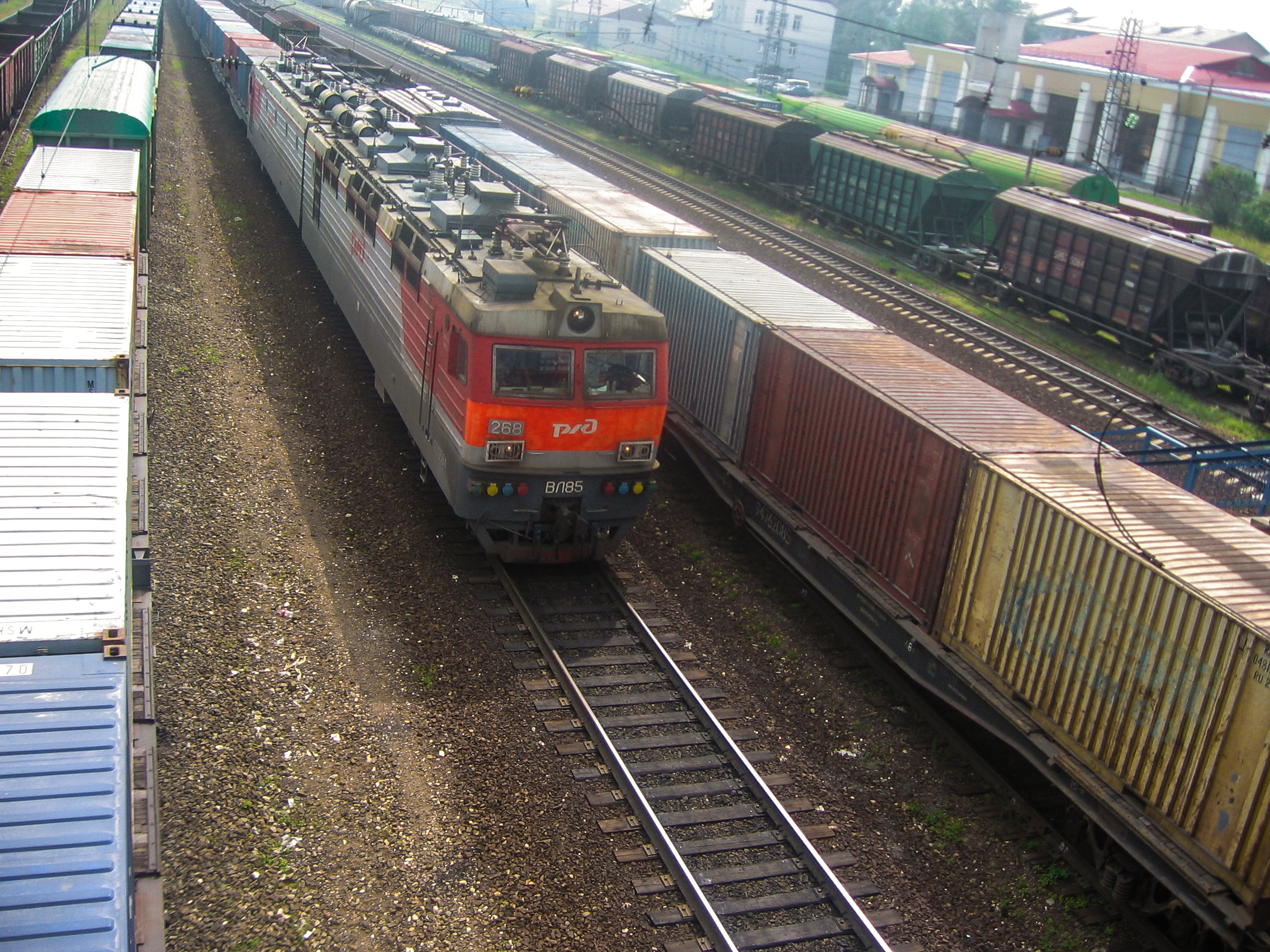
ВЛ85-268 im Anstrich der Rossijskije schelesnyje dorogi in der Station Gontscharowo